# 27582 Jackieterrel
27582 Jackieterrel este un asteroid din centura principală de asteroizi.

## Descriere
27582 Jackieterrel este un asteroid din centura principală de asteroizi. A fost descoperit pe 24 octombrie 2000 la Socorro, New Mexico, în cadrul proiectului LINEAR. Asteroidul prezintă o orbită caracterizată de o semiaxă mare de 2,67 ua, o excentricitate de 0,08 și o înclinație de 2,3° în raport cu ecliptica.